# Giulio Spinola
Giulio Spinola (Genova, 13 maggio 1612 – Roma, 11 marzo 1691) è stato un cardinale e arcivescovo cattolico italiano.
Il suo nome è legato alla fine del ducato di Castro.

## Biografia

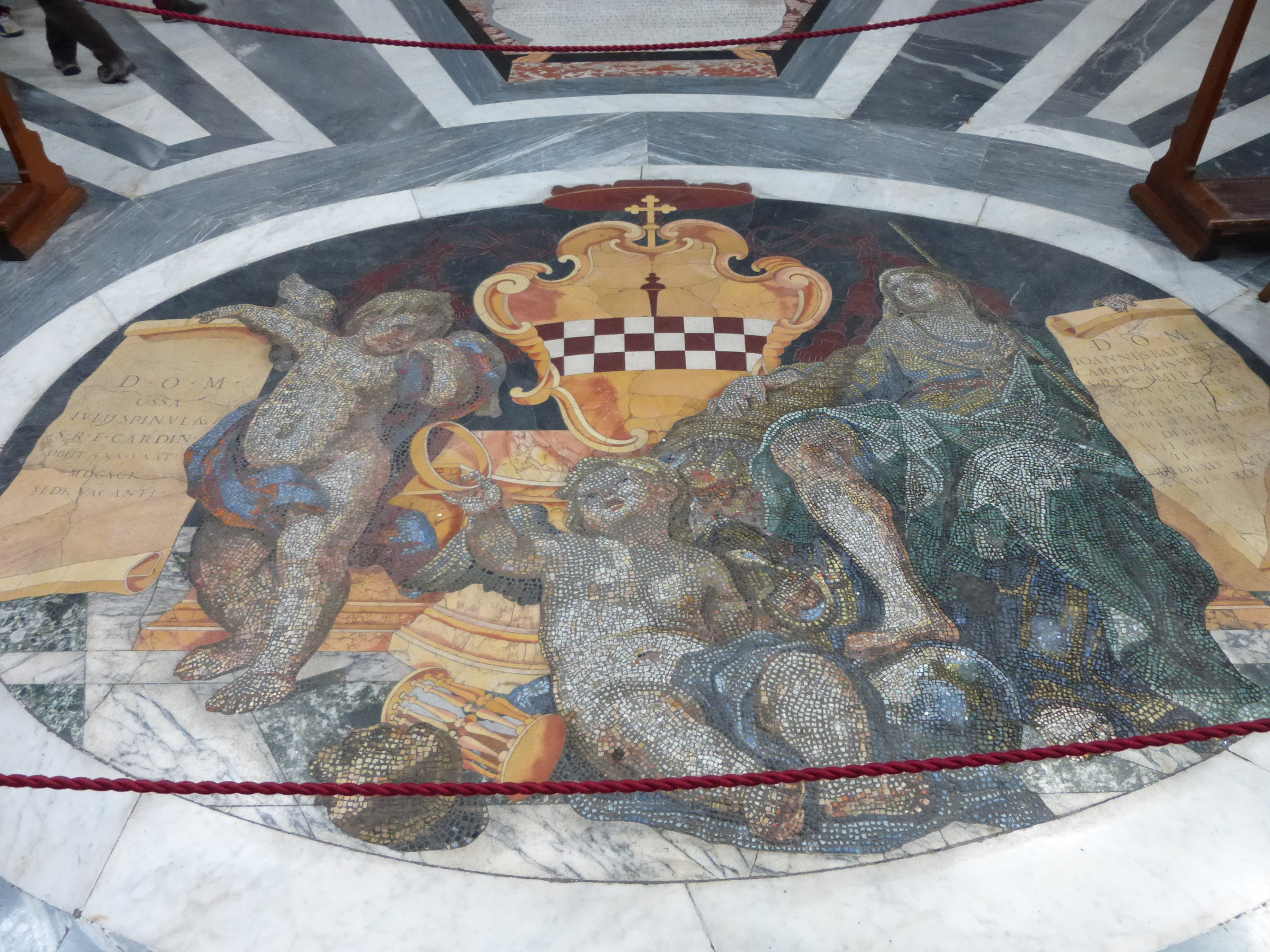
Tomba dei cardinali Giulio e Giovanni Battista Spinola

Figlio di Giovambattista Spinola e di Isabella di Niccolò Spinola, nacque a Genova il 13 maggio 1612. Nel 1636 ottenne la laurea in legge.
Durante i pontificati di Urbano VIII e di Innocenzo X fu governatore di varie città in Umbria, nella Marca anconitana e nel Patrimonio di San Pietro in Tuscia.
Nel 1649, come legato di Viterbo procedette all'assedio e alla distruzione della città di Castro.
Nel 1658 fu arcivescovo titolare di Laodicea di Frigia e nunzio a Napoli.
Fu creato cardinale, ma riservato in pectore, da papa Alessandro VII nel concistoro del 15 febbraio 1666 e fu reso pubblico nel concistoro del 7 marzo 1667. Ricevette la berretta rossa il 18 luglio 1667. Dal 1677 al 1690 fu arcivescovo, titolo personale, di Lucca.
Morì a Roma durante il conclave in cui sarà eletto papa Innocenzo XII l'11 marzo 1691. Fu esposto e inumato nella chiesa di Sant'Andrea al Quirinale a Roma.

## Incarichi ricoperti
- Governatore di varie città dell'Umbria, della Marca Anconetana e del Patrimonio di San Pietro in Tuscia dal 1623 al 1657;
- Referendario del Supremo Tribunale della Segnatura Apostolica;
- Commissario dell'esercito pontificio nel 1649;
- Arcivescovo titolare di Laodicea di Frigia dal 14 gennaio 1658 al 1º giugno 1670;
- Nunzio a Napoli dal 4 ottobre 1658 al 9 luglio 1665;
- Nunzio in Austria dal 10 luglio 1665 al 6 marzo 1667;
- Cardinale in pectore dal 15 febbraio 1666 al 6 marzo 1667; pubblicato il 7 marzo 1667;
- Elettore al conclave del 1667;
- Titolare di San Martino ai Monti dal 18 luglio 1667 al 27 febbraio 1689;
- Elettore al conclave del 1669-1670;
- Arcivescovo, titolo personale, di Nepi e Sutri dal 2 giugno 1670 al 7 novembre 1677;
- Elettore al conclave del 1676;
- Arcivescovo, titolo personale, di Lucca dall'8 novembre 1677 al 25 novembre 1690;
- Legato a latere in Polonia;
- Titolare di Santa Maria in Trastevere dal 28 febbraio 1689 al 27 ottobre 1689;
- Elettore al conclave del 1689;
- Titolare di Santa Prassede dal 28 ottobre 1689 alla morte;
- Elettore al conclave del 1691.

## Genealogia episcopale e successione apostolica
La genealogia episcopale è:
- Cardinale Guillaume d'Estouteville, O.S.B.Clun.
- Papa Sisto IV
- Papa Giulio II
- Cardinale Raffaele Riario
- Papa Leone X
- Papa Paolo III
- Cardinale Francesco Pisani
- Cardinale Alfonso Gesualdo
- Papa Clemente VIII
- Cardinale Pietro Aldobrandini
- Cardinale Laudivio Zacchia
- Cardinale Antonio Barberini, O.F.M.Cap.
- Cardinale Girolamo Colonna
- Cardinale Niccolò Albergati-Ludovisi
- Cardinale Girolamo Boncompagni
- Cardinale Giulio Spinola

La successione apostolica è:
- Vescovo Casimirus Damokos, O.F.M.Ref. (1668)
- Cardinale Virginio Orsini, O.S.Io.Hieros. (1671)
- Vescovo Luca Tisbia, C.R. (1671)
- Vescovo Giovanni Geronimo Doria, C.R.S. (1671)
- Vescovo Giovanni Battista Falvo (1671)
- Vescovo Giovanni Battista Desio (1674)
- Vescovo Raffaele Riario Di Saono, O.S.B. (1674)